# Thomas Onstad
Thomas Onstad, född 14 mars 1954, är en svensk företagare.
Thomas Onstad är son till Haakon Onstad (1901–80) och brorson till Niels Onstad. Haakon Onstad blev 1943 huvudägare i och chef för Munkedals AB, vilket 1983 blev kärnan i Trebruk AB, från 1993 Arctic Paper. Detta företag är numera majoritetsägt av Thomas Onstad, direkt eller indirekt genom hans ägarbolag Nemus Holding AB.
Från 1992 var Thomas Onstad också via sitt ägarbolag Nemus Holding AB största ägare i Rottneros AB, ett företag som sedan 2013 ingår i Arctic Paper-koncernen.
Thomas Onstad är bosatt i Lausanne i Schweiz. Han äger också Holma säteri i närheten av Munkedal. 
Han räknades 2010 som en av 111 svenska miljardärer.